# Principauté de Kotawaringin
1615

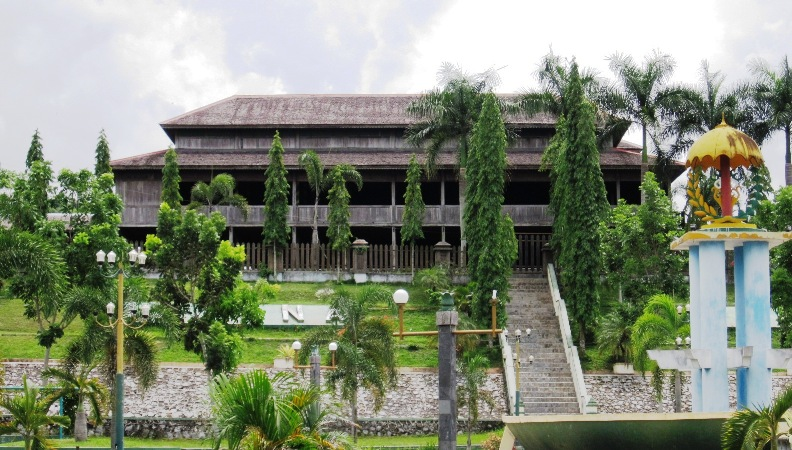
L’Istana Kuning ou "Palais jaune" des princes de Kotawaringin à Pangkalan Bun

La principauté de Kotawaringin est un État princier d'Indonésie dans l'actuelle province de Kalimantan central, dans l'île de Bornéo. Ses princes portent le titre de  Pangeran Ratu ("prince souverain"). Le prince actuel, intronisé en 2010, est Alidin Sukma Alamsyah.

## Liste des princes de Kotawaringin[1],[2],[3]
- (?-1598) Tongara Mandi (Adipati)
- (1598-1633/1637) Kiai Gede (Adipati), ou Dipati Ngganding, ou Dipati Gendang, neveu de Tongara Mandi
- (1637-1650) Pangeran Dipati Antakasuma (gendre de Dipati Ngganding), mangkubumi (premier ministre) de Kiai Gede[24]
- (1650-1700) Pangeran Mas Adipati (anak) - mangkubumi Dipati Gading
- (1700-1720) Panembahan Kota Waringin (anak) - mangkubumi Dipati Gading
- (1720-1750) Pangeran Prabu/Panembahan Derut (anak) - mangkubumi Pangeran Dira
- (1750-1770) Pangeran Adipati Muda (anak) - mangkubumi Pangeran Cakra
- (1770-1785) Pangeran Panghulu (anak) - mangkubumi Pangeran Anom
- (1785-1792) Pangeran Ratu Bagawan (anak) - mangkubumi Pangeran Paku Negara
- (1792-1817) Pangeran Ratu Anom Kasuma Yudha (anak)
- (1817-1855) Pangeran Imanudin/Pangeran Ratu Anom (anak)[25]
- (1855-1865) Pangeran Akhmad Hermansyah (anak)[26]
- (1865-1904) Pangeran Ratu Anom Alamsyah I (anak)[27]
- (1905-1913) Pangeran Ratu Sukma Negara (paman)
- (1913-1939) Pangeran Ratu Sukma Alamsyah (cucu)
- (1939-1948) Pangeran Kasuma Anom Alamsyah II (anak)[28]
- Pangeran Muasyidin Syah(chef de la maison princière, fils du dernier Pangeran Ratu)
- (2010-...) Pangeran Ratu Alidin Sukma Alamsyah (fils de Sukma Alamsyah)